# Oppe Sundby Kirke
Oppe Sundby Kirke ligger på Roskildevej i Frederikssund.

## Historie
Kernen i kirken er det romanske skib og kor fra 1100-tallet, bygget af rå kamp med tilhugne kampestenskvadre i hjørnerne. I gotisk tid, måske omkring år 1400, blev bjælkeloftet erstattet af hvælvinger, to fag i skibet og ét i koret. Senere er skibet blevet forlænget mod vest med munkesten. Syddøren blev forsynet med et våbenhus, og norddøren blev tilmuret, men der kan stadig ses spor efter den. Senere kom sakristiet til, på korets nordside. Dets kamtakkede blændingsgavl anses for kirkens smukkeste del. Sidste tilbygning er tårnet, som antagelig kom til o. 1550. Kirkens nuværende udseende, i upudset sten, går tilbage til en renovering i 1870.

## Interiør
Det udskårne korbuekrucifiks stammer fra sidste halvdel af 1200-tallet. Figuren har oprindeligt været udstyret med en krone eller tornekrans.

### Altertavle
Altertavlen er fra 1600-tallet, og er arkitektonisk opbygget i to stokværk med et trekantet topstykke. Nederste del indeholder tre felter adskilt af søjler, og midterdelen to felter. Oprindeligt var alle felterne udfyldt med skriftsteder, men ved renoveringen i 1870 blev de tre nederste felter erstattet med malerier af F.C. Lund, som forestiller Jesus flankeret af Peter og Paulus. Christian 4.s motto, Regna Firmat Pietas, pryder topstykket.

### Prædikestol
Prædikestolen er fra 1614 og fremstillet på Berndt Snedkers værksted. Den udskårne kurv har fire arkadefelter med gengivelser af de fire evangelister. Mellem felterne ses mandlige og kvindelige hermer. Undersiden af den sekskantede himmel er udsmykket med en helligåndsdue.

### Døbefont
Den romanske granitdøbefont af roskildetype er kirkens ældste inventar. Dåbsfadet er nederlandsk og fra begyndelsen af 1600-tallet.

### Orgel
Orglet er bygget af Jensen & Thomasen Orgelbyggeri i 1982. Det omfatter 11 stemmer fordelt på to manualer og pedal.

### Kirkeskib
Modellen af den tre-mastede bark Elna er udført af den lokale fisker og sliber Hans Christensen, og ophængt i kirken 1936. Da "Sliber-Hans" renoverede skibet i 1969 ændrede han navnet til Lori. Modellen er ca en meter lang.

## Eksterne kilder og henvisninger
- Wikimedia Commons har flere filer relateret til Oppe Sundby Kirke
- Oppe Sundby Kirke hos KortTilKirken.dk
- Oppe Sundby Kirke hos danmarkskirker.natmus.dk (Danmarks Kirker, Nationalmuseet)